# Корсунівка (Миргородський район)
Корсуні́вка — село в Україні, у Миргородському районі Полтавської області. Населення становить 534 осіб. Входить до складу Сенчанської сільської громади.

## Географія
Село Корсунівка знаходиться за 2 км від лівого берега річки Буйлів Яр, на відстані 1 км розташоване село Вовківське. По селу протікає пересихаючий струмок з загатою. Поруч проходить залізниця, станція Платформа 146 км за 1 км.

## Історія
Корсунівка (хутір Слобідка, до 1907 — Корсунова Слобідка) село Лохвицького р-ну, центр сільської ради, якій підпорядковані населені пункти Вовківське, Потоцьківщина, Пласківщина, Ромоданівка, Саранчине.
Розташоване за 25 км від райцентру та за 10 км від залізничної ст. Сенча. 591 ж. (1990).
Засноване наприкінці 17 ст. Спочатку це був хутір і мав назву Слобідка. Належав сенчанському сотникові Леонтію Васильовичу Слюзу, який продав його вдові Григорія Михайловича Гамалії.
На 1729 власником був її внук бунчуковий товариш Іван Гамалія. Слобідка відносилася до Синецької (Сенчанської) сотні Лубенського полку, мала 47 дворів.
1732 хутір купив осавула Лубенського полку Степан Григорович Корсун.
1740 перейшла у спадок його синові Єремії, налічувала 53 двори.
1750 належала військовому товаришу Сенчанської сотні Григорію Корсуну, наприкінці 18 ст. — капітанові Г. Г. Корсуну.
У 19 ст. стала називатися Корсунова Слобідка.
З 1781 — у складі Чернігівського намісництва, з 1796 — Малоросійської губернії, з 1802 — Полтавської губернії.
У 1812 році почалося будівництво Свято-Варварівської церкви, яке завершилося у 1824 році.
1859 — Корсунова Слобідка — село Миргородського повіту 160 дворів, 917 ж.
У 1863 році у селі 1117 жителів, є мурована церква, селітряний завод, винокурня, відбувалося 4 ярмарки на рік.
З 1907 має назву Корсунівка.

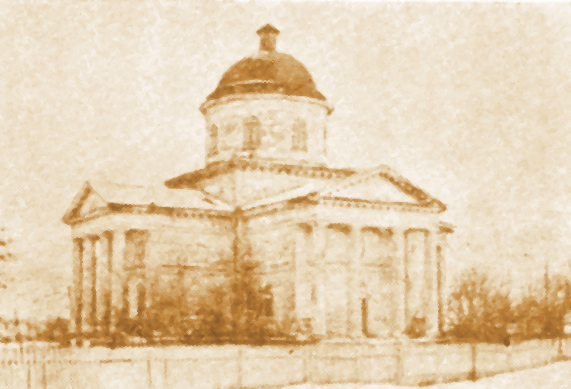
Корсунівка. Варварівська церква. Зведена у 1824 році, зруйнована у 1984.

У 1910 році у селі 244 господарства, 1344 мешканців, орної землі — 1551 десятин, посівів — 1301 десятин, паровий млин з крупорушкою.
У листопаді 1917 року відбулись вибори до Всеросійських Установчих Зборів, на яких з 1808 виборців у голосуванні взяли участь близько 1200. За Селянську Спілку проголосувало 1160, за партію земельних власників — 72, партію народної свободи — 15, російські соціалісти-революціонери — 10, більшовики — 3, українські кооператори — 1.
1920 створено комнезам.
1926 у Корсунівці — 313 господарств, 1548 ж.
1927 створено «Червону комуну», на базі якої 1931 виник колгосп «Перебудова» (з 1959 — ім. XXI з'їзду КПРС).
Під час радянсько-німецької війни (14.IX.1941—14.IX.1943) гітлерівці вивезли до Німеччини 90 чол. (по сільраді), діяла підпільна група на чолі з лікарем В. М. Петеліним.
1946 — Корсунівка — село Сенчанського р-ну (з 1962 — Лохвицького р-ну) Полтавської області, центр сільради, якій підпорядковані хутори Вовківський, Пласківщина, Ромоданівка. У селі — центр, садиба колгоспу ім. XXI з'їзду КПРС (зерново-тваринницького напряму), відділення зв'язку та Ощадбанку, неповна середня школа, лікарня на 25 місць, аптека, Будинок культури на 462 місця, бібліотека (12,1 тис. одиниць зберігання), ветеринарний пункт. Пам'ятник В. І. Леніну (автор Ю. К. Скобликова, 1967).

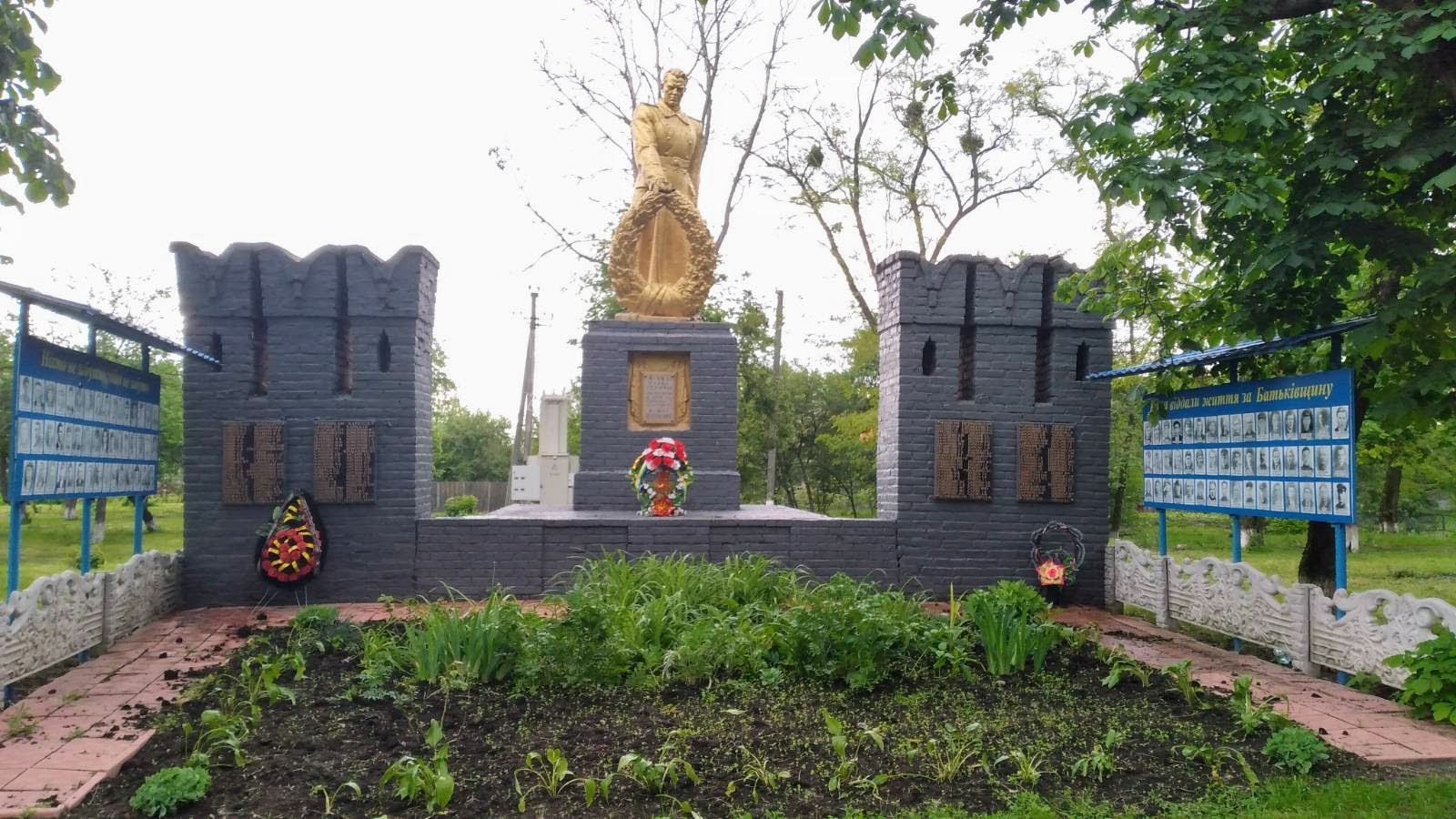
Пам'ятний знак полеглим воїнам-землякам у селі Корсунівка

Пам'ятник (1967) на честь радянських воїнів, загиблих 1943 при визволенні села від німецько-нацистських загарбників, та воїнів-земляків, що полягли (70 чол.) на фронтах Другої світової війни.
До 2020 року орган місцевого самоврядування — Корсунівська сільська рада.

## Населення

### Мова
Розподіл населення за рідною мовою за даними перепису 2001 року:
| Мова       | Кількість | Відсоток |
| ---------- | --------- | -------- |
| українська | 519       | 97.19%   |
| російська  | 10        | 1.87%    |
| румунська  | 3         | 0.56%    |
| польська   | 1         | 0.19%    |
| білоруська | 1         | 0.19%    |
| Усього     | 534       | 100%     |

## Економіка
- Кооператив «Колос»

## Об'єкти соціальної сфери
- Школа
- Будинок культури

## Відомі люди
- Антипова Лідія Климівна (нар. 28 січня 1950) — український вчений у галузі рослинництва, доктор сільськогосподарських наук, доцент, старший науковий співробітник.
- Бондаревська Ольга Дмитрівна (нар.10 лютого 1936) — талановитий український педагог, науковець, здібний організатор навчально-виховного процесу з підготовки учительських кадрів, кандидат філологічних наук, доцент, декан філологічного факультету Полтавського державного педагогічного інституту.